# Isomyia isomyia
Isomyia isomyia är en tvåvingeart som först beskrevs av Seguy 1946.  Isomyia isomyia ingår i släktet Isomyia och familjen Rhiniidae.
Artens utbredningsområde är Laos. Inga underarter finns listade i Catalogue of Life.